# 665 (liczba)
665 (sześćset sześćdziesiąt pięć) – liczba naturalna następująca po 664 i poprzedzająca 666.

## 665 w astronomii
- planetoida (665) Sabine
- obiekt IC 665
- galaktyka NGC 665

## W kalendarzu
Zobacz co wydarzyło się w roku 665, oraz w roku 665 p.n.e.